# Kenya aux Jeux olympiques
Le Kenya a participé pour la première fois aux Jeux olympiques d'été de 1956 et a depuis envoyé des athlètes à toutes les éditions des Jeux olympiques d'été, à l'exception des boycotts en 1976 et 1980. Le Kenya a aussi participé aux Jeux olympiques d'hiver en 1998, 2002 et 2006.

## Autorité de tutelle
Le Comité olympique kényan ou National Olympic Committee Kenya a été fondé en 1955.

## Tableau des médailles

### Par année
Les Jeux de 1988 à Séoul, ainsi que les Jeux de 2008 à Pékin ont permis à la délégation kéniane de glaner, 5 titres olympiques.
C'est aux Jeux de 2008 à Pékin, que la moisson fut la meilleure avec 14 médailles (5 en or, 5 en argent et 4 en bronze) mais c'est a celle de 2016 à Rio que le nombre de titres est battu, avec six médailles d'or.
En ce qui concerne les Jeux olympiques d'hiver, aucun sportif n'a ramené de médaille.
| Année | Médaille d'or, Jeux olympiques | Médaille d'argent, Jeux olympiques | Médaille de bronze, Jeux olympiques | Total             |
| 1956  | 0                              | 0                                  | 0                                   | 0                 |
| 1960  | 0                              | 0                                  | 0                                   | 0                 |
| 1964  | 0                              | 0                                  | 1                                   | 1                 |
| 1968  | 3                              | 4                                  | 2                                   | 9                 |
| 1972  | 2                              | 3                                  | 4                                   | 9                 |
| 1976  | n'a pas participé              | n'a pas participé                  | n'a pas participé                   | n'a pas participé |
| 1980  | n'a pas participé              | n'a pas participé                  | n'a pas participé                   | n'a pas participé |
| 1984  | 1                              | 0                                  | 2                                   | 3                 |
| 1988  | 5                              | 2                                  | 2                                   | 9                 |
| 1992  | 2                              | 4                                  | 2                                   | 8                 |
| 1996  | 1                              | 4                                  | 3                                   | 8                 |
| 2000  | 2                              | 3                                  | 2                                   | 7                 |
| 2004  | 1                              | 4                                  | 2                                   | 7                 |
| 2008  | 5                              | 5                                  | 4                                   | 14                |
| 2012  | 2                              | 4                                  | 5                                   | 11                |
| 2016  | 6                              | 6                                  | 1                                   | 13                |
| Total | 30                             | 39                                 | 30                                  | 99                |

| Année | Médaille d'or, Jeux olympiques | Médaille d'argent, Jeux olympiques | Médaille de bronze, Jeux olympiques | Total             |
| 1998  | 0                              | 0                                  | 0                                   | 0                 |
| 2002  | 0                              | 0                                  | 0                                   | 0                 |
| 2006  | 0                              | 0                                  | 0                                   | 0                 |
| 2010  | n'a pas participé              | n'a pas participé                  | n'a pas participé                   | n'a pas participé |
| 2014  | n'a pas participé              | n'a pas participé                  | n'a pas participé                   | n'a pas participé |
| 2018  | 0                              | 0                                  | 0                                   | 0                 |
| Total | 0                              | 0                                  | 0                                   | 0                 |

### Par sport
| \| Place \| Sport \| Médaille d'or, Jeux olympiques \| Médaille d'argent, Jeux olympiques \| Médaille de bronze, Jeux olympiques \| Total \| \| 1 \| Athlétisme \| 29 \| 38 \| 25 \| 92 \| \| 2 \| Boxe \| 1 \| 1 \| 5 \| 7 \| \| Total \| Total \| 30 \| 39 \| 30 \| 99 \| |            |                                |                                    |                                     |       |
| Place | Sport      | Médaille d'or, Jeux olympiques | Médaille d'argent, Jeux olympiques | Médaille de bronze, Jeux olympiques | Total |
| 1 | Athlétisme | 29                             | 38                                 | 25                                  | 92    |
| 2 | Boxe       | 1                              | 1                                  | 5                                   | 7     |
| Total | Total      | 30                             | 39                                 | 30                                  | 99    |

## Athlètes kényans

### Records

#### Sportifs les plus médaillés
Le record du nombre de médailles féminines est détenu par l'athlète Catherine Ndereba avec 2 médailles.
Mais aucune kényane n'a encore réussi à prendre un titre olympique.
Chez les hommes, l'athlète Kipchoge Keino est le sportif kényan le plus médaillé aux Jeux olympiques avec 4 médailles.

#### Sportifs les plus titrés
- 2 médailles d'or : :
  - Kipchoge Keino (Athlétisme) est le seul athlète à avoir réussi cet exploit.

| Nom                                                        | Médaille d'or, Jeux olympiques | Médaille d'argent, Jeux olympiques | Médaille de bronze, Jeux olympiques | Total |
| Kipchoge Keino                                             | 2                              | 2                                  | 0                                   | 4     |
| Brimin Kipruto Charles Asati Munyoro Nyamau                | 1                              | 1                                  | 0                                   | 2     |
| Julius Sang Naftali Temu                                   | 1                              | 0                                  | 1                                   | 2     |
| Catherine Ndereba Paul Bitok Paul Tergat                   | 0                              | 2                                  | 0                                   | 2     |
| Bernard Lagat Eliud Kipchoge Eric Wainaina Philip Waruinge | 0                              | 1                                  | 1                                   | 2     |

## Porte-drapeau kenyans
Les Jeux olympiques de 1920 sont marqués par la première apparition du drapeau olympique et par le premier serment olympique.
En 1964, Seraphino Antao est le premier porteur officiel du drapeau kényan lors d'un défilé olympique.
Le sportif Philip Boit est le seul, à avoir conduit la délégation kényane par trois fois: en 1998, 2002 et 2006.
Les porte-drapeau kényans conduisant la délégation kényane lors des cérémonies d'ouverture des Jeux olympiques d'été et d'hiver sont :
| Jeux             | Porte-drapeau   | Sport        |
| ---------------- | --------------- | ------------ |
| Melbourne 1956   |                 |              |
| Rome 1960        |                 |              |
| Tokyo 1964       | Seraphino Antao | Athlétisme   |
| Mexico 1968      |                 |              |
| Munich 1972      | Kipchoge Keino  | Athlétisme   |
| Montreal 1976    | Boycott         | Boycott      |
| Moscou 1980      | Boycott         | Boycott      |
| Los Angeles 1984 | James Omondi    | Boxe         |
| Séoul 1988       | Patrick Waweru  | Boxe         |
| Barcelone 1992   | Patrick Sang    | Athlétisme   |
| Atlanta 1996     | Paul Tergat     | Athlétisme   |
| Sydney 2000      | Kennedy Ochieng | Athlétisme   |
| Athènes 2004     | Violet Barasa   | Volely-ball  |
| Pékin 2008       | Grace Momanyi   | Athlétisme   |
| Londres 2012     | Jason Dunford   | Natation     |
| Rio 2016         | Shehzana Anwar  | Tir à l'arc  |
| Tokyo 2020       | Andrew Amonde   | Rugby à sept |
| Tokyo 2020       | Mercy Moim      | Volley-ball  |

| Jeux                | Porte-drapeau   | Sport       |
| ------------------- | --------------- | ----------- |
| Nagano 1998         | Philip Boit     | Ski de fond |
| Salt Lake City 2002 | Philip Boit     | Ski de fond |
| Turin 2006          | Philip Boit     | Ski de fond |
| Pyeongchang 2018    | Sabrina Simader | Ski alpin   |

## Sources
- (en) Cet article est partiellement ou en totalité issu de l’article de Wikipédia en anglais intitulé « Kenya at the Olympics » (voir la liste des auteurs).